# 南方敏尚
南方 敏尚（みなかた としひさ、1953年11月29日 - ）は、日本の郵政官僚、実業家。かんぽ生命保険取締役兼代表執行役副社長を務めた。

## 来歴
和歌山県立桐蔭高等学校、京都大学法学部卒業。1977年4月に郵政省に入省した（人事局要員訓練課）。同期入省に桜井俊（元総務事務次官）、髙橋亨（日本郵便会長）、山川鉃郎（元総務審議官）、中田睦（KDDI常務）などがいる。
郵政省では、放送行政や人事など、行政・事業双方の経験を積み、放送行政局放送政策課長や郵政事業庁人事課長、関東郵政局次長などを歴任した。平成16年（2004年）4月に日本郵政公社執行役員経営企画部門経営企画部長に、平成18年（2006年）4月に同社常務執行役員経営企画部、平成22年（2010年）6月に株式会社かんぽ生命保険専務執行役に、平成24年（2012年）7月に同社執行役副社長に、平成25年（2013年）6月に同社取締役兼代表執行役副社長（現任）に就任した。また、平成22年（2010年）3月より日本郵政株式会社常務執行役を兼務する。平成29年（2017年）退任。